# Anna av Trapezunt
Anna av Trabzon, född sent 1200-tal, död 3 september 1342 i Trabzon i Trapezunt, var en regerande kejsarinna av Trapezunt från 1341 fram till sin död.

## Biografi
Som dotter till kejsar Alexios II och Jiajak Jakeli, var hon ursprungligen en nunna i ett laziciskt kloster. Hennes bror Basileus störtades 1340 av sin exfru Irene Palaiologina. Svåra fraktionsstrider bröt ut i huvudstaden samtidigt som landet härjades av turkmenerna.
Ett adelsparti övertalade henne år 1341, att överta tronen och hon förklarades för kejsarinna i Lazica och fördes sedan till huvudstaden Trabzon, där Irene störtades med hjälp av georgiska trupper och Anna sattes på tronen. En bysantinsk flotta anlände till Trabzon med Annas farbror Mikael, som hade utsetts av Bysans att gifta sig med Irene och dela makten med henne. Anna och hennes parti besegrade Mikael och sände tillbaka Irene till Konstantinopel.
År 1342 störtades Anna av en flotta under befäl av hennes kusin, Mikaels son Johannes III. Anna blev då mördad genom strypning.  